# 아르헨티나 필드하키 국가대표팀
아르헨티나 필드하키 국가대표팀(스페인어: Selección de hockey sobre hierba de Argentina)은 아르헨티나를 대표하여 국제 필드하키 경기에 참가하는 국가대표팀으로 아르헨티나 하키 연맹에 의해 운영된다.